# 羅爾·布勞韋斯
羅爾·布勞韋斯（荷蘭語：Roel Brouwers）是荷蘭的一位足球選手。在場上司職後衛。